# Kicin (Grande-Pologne)
Pour les articles homonymes, voir Kicin.
Kicin (prononciation : [ˈkit͡ɕin], en allemand : Buschdorf) est un village polonais de la gmina de Czerwonak dans le powiat de Poznań de la voïvodie de Grande-Pologne dans le centre-ouest de la Pologne.
Il se situe à environ 4 kilomètres au sud-est de Czerwonak (siège de la gmina) et à 9 kilomètres au nord-est de Poznań (siège du powiat et capitale régionale).

## Histoire
De 1975 à 1998, le village faisait partie du territoire de la voïvodie de Poznań.

Depuis 1999, Kicin est situé dans la voïvodie de Grande-Pologne.
Le village possède une population de 1 576 habitants en 2014.